# Foudia
Foudia es un género de aves paseriformes de la familia Ploceidae. Se les llama vulgarmente fodis.

## Distribución
Los fodis son endémicos de las islas del océano Índico occidental, Madagascar, Seychelles, las islas Comoras y las islas Mascareñas. El fodi rojo (Foudia madagascariensis) ha sido introducido en el archipiélago de Chagos, Baréin y Santa Elena. Mientras que el fodi rojo es una de las aves más comunes de la región, varios de los otros fodis se consideran amenazados, en particular el fodi de Mauricio (Foudia rubra), que está clasificado como especie en peligro de extinción.

## Descripción y hábitat
Los fodis son pequeñas aves de 12 a 15 centímetros (4.7 a 5.9 pulgadas) de largo y tienen un pico cónico y corto. Los machos reproductores suelen ser de colores rojo o amarillo brillante. Los machos no reproductores y las hembras son parecidos a gorriones, con un plumaje mayormente gris-marrón.
Se encuentran principalmente en el bosque o monte bajo, pero algunos también se dan en hábitats artificiales, especialmente el fodi rojo. Construyen sus nidos en forma de cúpula, de hierba y otros materiales vegetales. Tiene una abertura lateral y está suspendido de una rama o una hoja de palma.
Algunas especies se alimentan principalmente de semillas, mientras que otras son en gran parte insectívoras.

## Especies
Se conocen las siguientes especies:
- Foudia eminentissima - Fodi de las Comoras
- Foudia madagascariensis - Fodi rojo
- Foudia omissa - Fodi forestal
- Foudia rubra - Fodi de Mauricio
- Foudia flavicans - Fodi de Rodríguez
- Foudia sechellarum - Fodi de Seychelles

### Citas
1. 1 2  BirdLife International (2012). «Foudia rubra». Lista Roja de especies amenazadas de la UICN 2013.2 (en inglés). ISSN 2307-8235. Consultado el 1 de junio de 2014.
2. 1 2 3  De Juana, E; Del Hoyo, J; Fernández-Cruz, M; Ferrer, X; Sáez-Royuela, R; Sargatal, J (2010). «Nombres en castellano de las aves del mundo recomendados por la Sociedad Española de Ornitología (Decimoquinta parte: Orden Passeriformes, Familias Ploceidae a Parulidae)». Ardeola. Handbook of the Birds of the World (Madrid: SEO/BirdLife) 57 (2): 449-456. ISSN 0570-7358. Consultado el 1 de junio de 2014.
3. ↑  Conspectus generum avium 1 p.446
4. ↑  BirdLife International (2012). «Foudia omissa». Lista Roja de especies amenazadas de la UICN 2013.2 (en inglés). ISSN 2307-8235. Consultado el 1 de junio de 2014.
5. ↑  «Case Studies (State of the world's birds), Foudia». Birlife Data Zone (en inglés). Archivado desde el original el 30 de mayo de 2020. Consultado el 1 de junio de 2014.
6. ↑  «Foudia». Avibase - the world bird database (en inglés). Consultado el 1 de junio de 2014.